# General der Luftwaffe
Le grade de General der Luftwaffe en français : « général de l’armée de l’air » est un grade d’officier général de la Luftwaffe, l'Armée de l'air allemande du Troisième Reich, qui est équivalent à celui de général de corps aérien en France.

## Historique
Ce grade  correspond à celui d'un général de corps aérien. Il n’a été accordé que deux fois en 1942 et représente donc un cas particulier dans le classement des officiers généraux de cette période. Il ne doit pas être confondu avec le grade de General der Flieger, littéralement « général des aviateurs », utilisé aussi dans la Luftwaffe.

## Correspondance dans les autres armes (de la Heer ou de la Luftwaffe)

### Heer (armée de terre)
- General der Infanterie pour l'infanterie
- General der Kavallerie pour la cavalerie
- General der Artillerie pour l'artillerie
- General der Panzertruppe pour les troupes blindées (de) (1935-1945)
- General der Pioniere pour le génie (1938-1945)
- General der Gebirgstruppe pour les troupes de montagne (de) (1940-1945)
- General der Nachrichtentruppe pour les services des transmissions (1940-1945)

### Luftwaffe (armée de l'air)
- General der Fallschirmtruppe pour les unités parachutistes
- General der Jagdflieger pour la chasse aérienne ; dans ce cas, il ne s'agit pas d'un grade mais d'une fonction d'inspection (sans commandement)[a]
- General der Flieger pour les unités aériennes (sans précision)
- General der Flakartillerie pour la défense antiaérienne
- General der Luftnachrichtentruppe pour les transmissions dans l'armée de l'air
- General der Luftwaffe pour l'armée de l'air, de manière non précise

## Liste des officiers ayant porté ce grade
Seuls deux officiers généraux ont porté ce grade :
- Wilhelm Schubert (1879-1972) : 1er juillet 1942 ;
- Walther Wecke (de) (1885-1943) : 1er décembre 1942.